# Ciclismo ai Giochi della XXIV Olimpiade - Corsa a punti maschile
La corsa a punti maschile dei Giochi della XXIV Olimpiade venne disputata tra il 21 e il 24 settembre al Velodromo olimpico di Seul. La medaglia d'oro fu vinta dal danese Dan Frost, mentre l'argento e il bronzo andarono rispettivamente all'olandese Leo Peelen e al sovietico Marat Ganeev.
La competizione vide la partecipazione di 34 ciclisti provenienti da 34 nazioni.

## Programma
| Data              | Ora (UTC+10) | Turno         |
| ----------------- | ------------ | ------------- |
| 21 settembre 1988 | 14:30        | 1ª semifinale |
| 22 settembre 1988 | 10:50        | 2ª semifinale |
| 24 settembre 1988 | 19:30        | Finale        |

## Regolamento
Nelle semifinali la prova consisteva nell'effettuare 120 giri di pista (30 km), effettuando 20 sprint (uno ogni 6 giri). A ogni sprint venivano assegnati cinque punti al primo, tre al secondo, due al terzo e uno al quarto classificato (al decimo e all'ultimo sprint venivano assegnati punti doppi). La classifica era stilata in base a numero di giri guadagnati doppiando il gruppo, e poi in base ai piazzamenti nelle volate. I primi dodici classificati da entrambe le semifinali si qualificavano per la finale.
In finale venivano effettuati 200 giri di pista (50 km), effettuando 30 sprint (uno ogni 1.67 km). A ogni sprint venivano assegnati cinque punti al primo, tre al secondo, due al terzo e uno al quarto classificato (al quindicesimo e all'ultimo sprint venivano assegnati punti doppi). La classifica era stilata in base a numero di giri guadagnati doppiando il gruppo, e poi in base ai piazzamenti nelle volate.

## Risultati

### Semifinali
Semifinale 1
| Pos. | Atleta              | Nazione          | Giri | Punti | Note |
| ---- | ------------------- | ---------------- | ---- | ----- | ---- |
| 1    | Do Eun-cheol        | Corea del Sud    | 0    | 29    | Q    |
| 2    | Dan Frost           | Danimarca        | 0    | 27    | Q    |
| 3    | Alexis Méndez       | Venezuela        | 0    | 21    | Q    |
| 4    | Miklós Somogyi      | Ungheria         | 0    | 12    | Q    |
| 5    | Roland Königshofer  | Austria          | 0    | 5     | Q    |
| 6    | Robert Burns        | Australia        | -1   | 24    | Q    |
| 7    | Olaf Ludwig         | Germania Est     | -1   | 21    | Q    |
| 8    | Marat Ganeev        | Unione Sovietica | -1   | 17    | Q    |
| 9    | Antonio Salvador    | Spagna           | -1   | 15    | Q    |
| 10   | Wojciech Pawłak     | Polonia          | -1   | 11    | Q    |
| 11   | Frankie Andreu      | Stati Uniti      | -1   | 11    | Q    |
| 12   | Fernando Louro      | Brasile          | -1   | 10    | Q    |
| 13   | Peter Hermann       | Liechtenstein    | -1   | 9     |      |
| 14   | Yoshihiro Tsumuraya | Giappone         | -1   | 7     |      |
| 15   | Michele Smith       | Isole Cayman     | -1   | 1     |      |
|      | Roderick Chase      | Barbados         | DNF  | DNF   |      |
|      | Bernardo Rimarim    | Filippine        | DNF  | DNF   |      |

Semifinale 2
| Pos. | Atleta              | Nazione           | Giri | Punti | Note |
| ---- | ------------------- | ----------------- | ---- | ----- | ---- |
| 1    | José Youshimatz     | Messico           | 0    | 32    | Q    |
| 2    | Luboš Lom           | Cecoslovacchia    | 0    | 20    | Q    |
| 3    | Gene Samuel         | Trinidad e Tobago | 0    | 16    | Q    |
| 4    | Leo Peelen          | Paesi Bassi       | 0    | 13    | Q    |
| 5    | Juan Curuchet       | Argentina         | 0    | 11    | Q    |
| 6    | Pascal Lino         | Francia           | -1   | 28    | Q    |
| 7    | Uwe Messerschmidt   | Germania Ovest    | -1   | 22    | Q    |
| 8    | Philippe Grivel     | Svizzera          | -1   | 19    | Q    |
| 9    | Peter Aldridge      | Giamaica          | -1   | 15    | Q    |
| 10   | Hsu Jui-te          | Taipei cinese     | -1   | 14    | Q    |
| 11   | Giovanni Lombardi   | Italia            | -1   | 13    | Q    |
| 12   | Gianni Vignaduzzi   | Canada            | -1   | 3     | Q    |
| 13   | Murugayan Kumaresan | Malaysia          | -1   | 1     |      |
| 14   | Jalil Eftekhari     | Iran              | -2   | 13    |      |
|      | Bailón Becerra      | Bolivia           | DNF  | DNF   |      |
|      | Neil Lloyd          | Antigua e Barbuda | DNF  | DNF   |      |
|      | Federico Moreira    | Uruguay           | DNF  | DNF   |      |

### Finale
| Pos. | Atleta             | Nazione           | Giri | Punti |
| ---- | ------------------ | ----------------- | ---- | ----- |
|      | Dan Frost          | Danimarca         | 0    | 38    |
|      | Leo Peelen         | Paesi Bassi       | 0    | 26    |
|      | Marat Ganeev       | Unione Sovietica  | -1   | 46    |
| 4    | Robert Burns       | Australia         | -1   | 20    |
| 5    | Juan Curuchet      | Argentina         | -1   | 18    |
| 6    | Uwe Messerschmidt  | Germania Ovest    | -2   | 28    |
| 7    | Pascal Lino        | Francia           | -2   | 21    |
| 8    | Frankie Andreu     | Stati Uniti       | -2   | 21    |
| 9    | José Youshimatz    | Messico           | -2   | 21    |
| 10   | Miklós Somogyi     | Ungheria          | -2   | 13    |
| 11   | Giovanni Lombardi  | Italia            | -2   | 13    |
| 12   | Roland Königshofer | Austria           | -2   | 11    |
| 13   | Alexis Méndez      | Venezuela         | -2   | 8     |
| 14   | Olaf Ludwig        | Germania Est      | -3   | 19    |
| 15   | Gene Samuel        | Trinidad e Tobago | -3   | 10    |
| 16   | Wojciech Pawłak    | Polonia           | -3   | 8     |
| 17   | Gianni Vignaduzzi  | Canada            | -3   | 7     |
| 18   | Antonio Salvador   | Spagna            | -3   | 5     |
| 19   | Do Eun-cheol       | Corea del Sud     | -3   | 4     |
| 20   | Philippe Grivel    | Svizzera          | -3   | 4     |
| 21   | Hsu Jui-te         | Taipei cinese     | -3   | 4     |
| 22   | Peter Aldridge     | Giamaica          | -3   | 4     |
| 23   | Luboš Lom          | Cecoslovacchia    | -3   | 3     |
| 24   | Fernando Louro     | Brasile           | -3   | 0     |